# Tucta
Tucta es una localidad del municipio de Nacajuca ubicado en la subregión centro del estado mexicano de Tabasco.

## Geografía
La localidad de Tucta se sitúa en las coordenadas geográficas 18°05′28″N 92°57′27″O / 18.091111, -92.957500, a una elevación de 6 metros sobre el nivel del mar.

## Demografía
Según el Conteo de Población y Vivienda 2020, efectuado por el Instituto Nacional de Estadística y Geografía, la localidad de Tucta tiene 2,307 habitantes, de los cuales 1,170 son del sexo masculino y 1,137 del sexo femenino. Su tasa de fecundidad es de 2.18 hijos por mujer y tiene 538 viviendas particulares habitadas.
| Gráfica de evolución demográfica de Tucta entre 1910 y 2020 |
|                                                             |
| INEGI.                                                      |